# Heilig Hartbeeld (Oosterbeek)
Het Heilig Hartbeeld is een standbeeld in de Nederlandse plaats Oosterbeek.

## Achtergrond
Het Heilig Hartbeeld van August Falise werd in 1931 geplaatst bij R.K. St. Bernulphuskerk ter gelegenheid van het 12½-jarig jubileum van pastoor J.A.J ter Heerdt. Het is een kopie van het beeld in Dreumel uit 1926, en werd gegoten door de Brusselse gieterij Verbeyst. Tijdens de Tweede Wereldoorlog liep het beeld twee kogelgaten op.

## Beschrijving
De Christusfiguur staat op een halve bol, die voorzien is van een fries met golfmotief. Hij toont zijn handen met stigmata en op zijn borst een vlammend hart. Het beeld staat op een vierkante bakstenen sokkel, die wordt afgesloten met een rollaag.
Aan de voorzijde van het voetstuk vermeldt een mozaïek:

OOSTERBEEK AAN CHRISTUS 1931

## Rijksmonument
Het beeldhouwwerk is erkend als rijksmonument, onder meer "als gaaf bewaard gebleven voorbeeld van in de katholieke traditie staande beeldhouwkunst uit het interbellum van de hand van de bekende katholieke Wageningse beeldhouwer A. Falise binnen wiens oeuvre de sculptuur een belangrijke plaats inneemt. Het beeld vormt een van de weinige in brons uitgevoerde H. Hartbeelden van zijn hand."